# Cercle d'action légitimiste
 (mai 2025).
Motif : Aucune source centrée d'envergure nationale
- Archive Wikiwix
- Bing
- Cairn
- DuckDuckGo
- E. Universalis
- Gallica
- Google
- G. Books
- G. News
- G. Scholar
- Persée
- Qwant
- (zh) Baidu
- (ru) Yandex
- (wd) trouver des œuvres sur Wikidata

| 1. | Préciser le motif de la pose du bandeau. | Précisez le motif de la pose du bandeau en utilisant la syntaxe suivante : {{admissibilité à vérifier\|date=juillet 2025\|motif=remplacez ce texte par le motif}}                                |
| 2. | Informer les utilisateurs concernés.     | Pensez à avertir le créateur de l'article, par exemple, en insérant le code ci-dessous sur sa page de discussion : {{subst:avertissement admissibilité à vérifier\|Cercle d'action légitimiste}} |

 (mai 2025).
 (mai 2025).
La mise en forme du texte ne suit pas les recommandations de Wikipédia : il faut le « wikifier ».
Les points d'amélioration suivants sont les cas les plus fréquents. Le détail des points à revoir est peut-être précisé sur la page de discussion.
- Les titres sont pré-formatés par le logiciel. Ils ne sont ni en capitales, ni en gras.
- Le texte ne doit pas être écrit en capitales (les noms de famille non plus), ni en gras, ni en italique, ni en « petit »…
- Le gras n'est utilisé que pour surligner le titre de l'article dans l'introduction, une seule fois.
- L'italique est rarement utilisé : mots en langue étrangère, titres d'œuvres, noms de bateaux, etc.
- Les citations ne sont pas en italique mais en corps de texte normal. Elles sont entourées par des guillemets français : « et ».
- Les listes à puces sont à éviter, des paragraphes rédigés étant largement préférés. Les tableaux sont à réserver à la présentation de données structurées (résultats, etc.).
- Les appels de note de bas de page (petits chiffres en exposant, introduits par l'outil «  Source ») sont à placer entre la fin de phrase et le point final[comme ça].
- Les liens internes (vers d'autres articles de Wikipédia) sont à choisir avec parcimonie. Créez des liens vers des articles approfondissant le sujet. Les termes génériques sans rapport avec le sujet sont à éviter, ainsi que les répétitions de liens vers un même terme.
- Les liens externes sont à placer uniquement dans une section « Liens externes », à la fin de l'article. Ces liens sont à choisir avec parcimonie suivant les règles définies. Si un lien sert de source à l'article, son insertion dans le texte est à faire par les notes de bas de page.
- La présentation des références doit suivre les conventions bibliographiques. Il est recommandé d'utiliser les modèles {{Ouvrage}}, {{Chapitre}}, {{Article}}, {{Lien web}} et/ou {{Bibliographie}}. Le mode d'édition visuel peut mettre en forme automatiquement les références.
- Insérer une infobox (cadre d'informations à droite) n'est pas obligatoire pour parachever la mise en page.

Pour une aide détaillée, merci de consulter Aide:Wikification.
Si vous pensez que ces points ont été résolus, vous pouvez retirer ce bandeau et améliorer la mise en forme d'un autre article.
Le Cercle d’action légitimiste (CAL) est une association française d’inspiration légitimiste et catholique, fondée le 19 décembre 2015. Régi par la loi du 1er juillet 1901, il milite pour la restauration de la monarchie en France, en soutenant la branche aînée des Capétiens et en reconnaissant Louis de Bourbon, duc d’Anjou — désigné par ses partisans comme Louis XX — comme roi légitime de France et de Navarre.

## Principes et objectifs
Le CAL se veut un mouvement contre-révolutionnaire, ancré dans le légitimisme catholique. Il fonde son action sur la doctrine sociale de l’Église et sur ce qu’il considère comme l’ordre naturel voulu par Dieu. Il rejette les fondements de la démocratie libérale moderne : souveraineté populaire, suffrage universel et parlementarisme.
L’association œuvre à la formation de ses membres et sympathisants, en développant leur compréhension des doctrines catholiques et monarchiques. Elle promeut également, auprès du grand public, les vertus du droit naturel et la solution royale, présentée comme garante du bien commun.
Le CAL se distingue des autres courants monarchistes français, notamment de l’Action française, à tendance orléaniste. Il rejette toute participation aux élections nationales, tout en tolérant un engagement limité dans les élections locales, à condition que les candidats ne soient pas affiliés à des partis républicains ni défenseurs d’idéologies contraires à ses principes.
Le mouvement refuse toute catégorisation selon l’axe politique gauche/droite, qu’il considère comme une construction révolutionnaire. Néanmoins, il est généralement classé à l’extrême droite du spectre politique.

Drapeau national du CAL
Drapeau légitimiste utilisé par les membres du CAL dans certaines manifestations
Drapeau de la délégation Mantois du CAL.

## Historique
Le Cercle a été fondé par Loïc Baverel, ancien membre de l’UCLF, dans une volonté de renouveler les méthodes militantes. Dès 2019, Baverel est interviewé sur M6 à l’occasion d’un banquet royaliste organisé après la messe commémorative de Louis XVI à la Chapelle expiatoire. Il y affirme que le soutien affiché de Louis de Bourbon aux gilets jaunes a favorisé un regain d’intérêt pour le légitimisme.

## Organisation

Armoiries de l'Internationale légitimiste.

Le CAL est présent dans de nombreuses villes françaises : Paris, Reims Vannes, Lille, Dunkerque, Strasbourg, Bordeaux, Nancy, Dijon, Chambéry, Nice, etc. Il dispose aussi de délégations régionales, notamment en Vendée, Orléanais, Mantois (Yvelines), Dauphiné, Limousin, Lyonnais, Brie, ainsi qu’à La Réunion. Une délégation existe également au Japon, composée d’expatriés français royalistes et catholiques.
À l’international, le CAL a fondé l’Internationale légitimiste, parfois appelée "Internationale blanche", qui entretient des liens avec des mouvements royalistes étrangers, comme ceux des Deux-Siciles.
Sa branche jeunesse est le Cercle royal des enfants de France (CREF).

## Activités
Très actif sur les réseaux sociaux à ses débuts, le CAL organise aujourd’hui régulièrement des conférences, des messes (en mémoire de figures royales ou contre-révolutionnaires), des campagnes d’affichage, ou encore des participations à pèlerinages et autres manifestations.

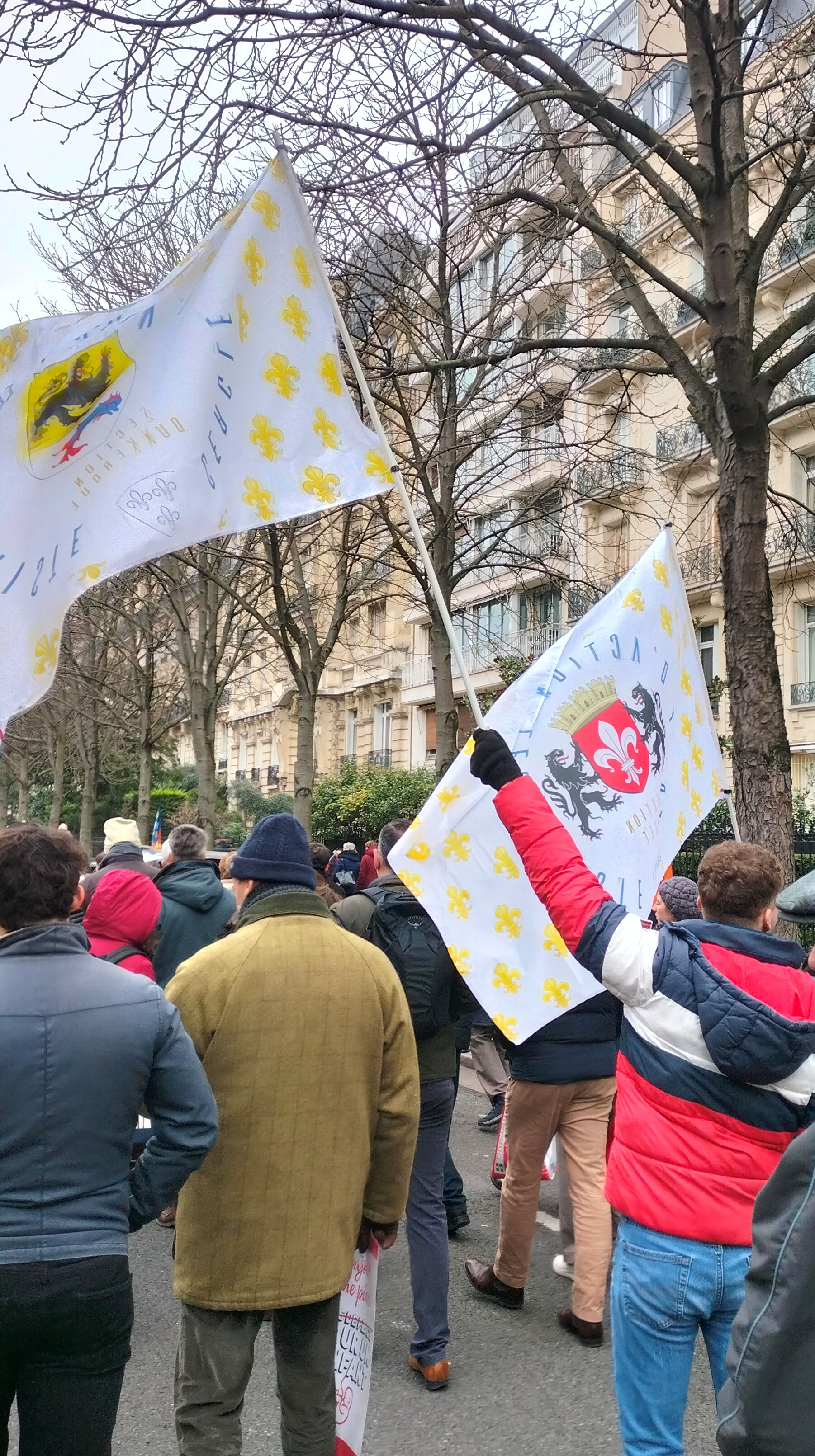
Drapeaux des sections CAL de Dunkerque et de Lille lors de la Marche pour la vie 2025 à Paris.

Ses membres prennent part aux événements organisés par des mouvements alliés comme l’UCLF ou l’Institut de la maison de Bourbon, en particulier les messes commémoratives de Louis XVI ou d’autres victimes de la Révolution française,.

## Publications
Le CAL édite la revue Vexilla Galliae, disponible en version papier et en ligne. Celle-ci publie des articles sur le légitimisme, la doctrine catholique, l’actualité et l’histoire, notamment sous la plume de prêtres catholiques traditionnels comme le jésuite Jean-François Thomas ou l’abbé Régis de Cacqueray.
Le CREF édite quant à lui la revue Une France, un roi et anime le site TV Royauté.

## Religion
Le CAL place son action sous le patronage de saint Mayeul et de saint Odilon, deux figures religieuses liées au Bourbonnais, berceau du mouvement. L’aumônerie est assurée par la Fraternité royale, association de prière pour Louis de Bourbon.

## Culture populaire
Le Cercle d’action légitimiste est considéré comme un acteur majeur du royalisme contemporain en France. Il est mentionné comme tel dans le roman Un peu plus à l'Est de Lucien Nouis (2024), professeur à l’université de New York (NYU), ainsi que dans un tome de la série policière allemande Ein Fall für Mathilde de Boncourt de Liliane Skalecki.